# Samuel Oppenheimer
Samuel (Šmu'el) Wolf Oppenheimer (hebrejsky שמואל אופנהיימר‎, 21. června 1630, Heidelberg – 3. května 1703, Vídeň) byl německý židovský obchodník a dvorní činitel a diplomat v 17. století působící na vídeňském dvoře císaře Leopolda I.

## Život
Oppenheimer se přátelil s rakouským generálem a mecenášem umění princem Evženem Savojským a jako jeho dodavatel armádního materiálu a finančník sehrál důležitou roli při financování obrany proti turecké invazi. Zajistil například zásilku lékařských zásob vojsku. Hebrejské rukopisy, které princ Evžen pro Oppenheimera přivezl z Turecka vytvořily základ pro knihovnu pražského rabína Davida Oppenheimera, která je dnes součástí Bodleyovy knihovny na Oxfordské univerzitě.
V roce 1670 nechal císař Leopold I. vyhnat Židy z Vídně, avšak Oppenheimera naopak požádal, aby se tam usadil. Bylo mu uděleno privilegium postavit obytnou budovu v srdci Vídně, byl jmenován vrchním dvorním faktorem markraběte Ludvíka Viléma Bádenského, kterému poskytl 100 000 zlatých na válečné výdaje. Oppenheimer také zastával úřad „židovského biskupa“ z Wormsu, který byl nejvyšším představitelem židovského obyvatelstva ve městě.
V roce 1697 byl v důsledku antisemitské intriky uherského primase kardinála Koloniče na měsíc zatčen, neboť měl údajně plánovat vraždu konkurenta. Do kauzy byl zapleten také pruský dvorní Žid Ruben Gomperz, došlo k dlouhé diplomatické roztržce s Berlínem.
Kolem roku 1700 vypukly mezi vídeňským obyvatelstvem nepokoje, bylo přepadeno a vydrancováno několik domů. Za drancování domu císařova oblíbence Oppenheimera byl jeden muž oběšen a další spolupachatelé byli uvězněni.
Když se rakouská státní pokladna v roce 1701 dostala do úpadku v důsledku války o španělské dědictví, poskytl Oppenheimer potřebné prostředky k překonání finanční krize.
Jeho 12 - 20 % vysoké úroky za půjčky představovaly v té době největší položku mezi státními dluhy Rakouska. Uvádí se, že činily kolem šesti milionů guldenů.
Samuel Oppenheimer zemřel v roce 1703 a byl pohřben na židovském hřbitově v Rossau.
Po jeho smrti se Rakousko svých dluhů zbavilo tak, že je nesplácelo, ale vykonalo konkurz jeho pozůstalost. Císařské vyhlášení bankrotu uvrhlo do vážné krize všechny finančníky spojené s Oppenheimerem, a prokazatelně také frankfurtskou burzu.

## Rodina
Oppenheimer měl nejméně pět synů a tři dcery:
- Simon Wolf Oppenheimer (* kolem 1650 Vídeň – 10. listopadu 1726 Hannover) se přestěhoval do Hannoveru a založil zde banku. Byl ženatý s Fradel Behrensovou († 2. května 1717), vnučkou Leffmanna Behrense.
- Daniel Moses (* kolem 1656 – 1675/1677 ve Wormsu). Jeho syn Jehuda Loeb Oppenheimer si vzal Simelii Behrensovou († 1739), vnučku Leffmanna Behrense
- Nathan Oppenheimer († 1730 ve Vídni)
- Mendel Menachem Emanuel Oppenheimer (1657 – 13. září 1721 Vídeň) byl ženatý s Judith Juttou Tamar Gomperzovou (1671 – 18. dubna 1738 Vídeň). Nastoupil po svém otci v úřadu židovského biskupa (vůdce komunity) ve Wormsu. [3] Jejich syn Baer Mendel (Emanuel) Oppenheim (1709 – 21. června 1753), se oženil s Marií Gude Benedictus Gomperzovou (* v Nijmegenu – před 1755).
- Lea Oppenheimerová († 26. dubna 1705) se provdala za Mendela Emanuela Dracha (Tracha) († 15. října 1744 ve Frankfurtu n. M.).
- Frumet Oppenheimerová († 1713 Frankfurt nad Mohanem) se provdala za Josefa Guggenheima (cca 1660 v Lengnau – 1735 ve Frankfurtu nad Mohanem). * Abraham Oppenheimer († 1753)
- Schoendele Oppenheimerová se provdala za Loba Deutze „zur Arche“ († 1711?).
- Jehuda Wolf Oppenheimer († 1732 v Bratislavě), oženil se Simche.